# Pavel Lutar
Pavel Lutar, slovenski evangeličanski pisec, učitelj, pesnik in zdravnik na Ogrskem, * 1. november 1839, Križevci, Gornji Petrovci; † 14. februar 1919, Monošter.

## Življenje in delo

### Šolanje
Rodil se je na Goričkem kot peti otrok kmečke družine. Oče mu je bil Janoš, mati mu je bila Roza (roj. Oček). Osnovno šolo je najprej obiskoval v rojstni vasi, nato na Hodošu in Dobri (danes Gradiščanska, Avstrija). V teh šolah je usvojil madžarski in nemški jezik.
Od 1856 je nadaljeval šolanje v evangeličanskem liceju v Šopronu. Svoje študije je končal 1865 v evangeličanskem učiteljišču.

### Delo
Eno leto se je zaposlil v trgu Rotenturm an der Pinka na Gradiščanskem pri plemniški družini Erdődy. Leta 1867 je bil pomožni učitelj v Čobi (Nemescsó), nato leta 1869 v Beledu pri Kapuvárju. Čez dve leti je deloval kot redni učitelj v bližnjem Vásárosfaluju.
Leta 1874 se je vrnil v Slovensko krajino. V Vučji Gomili, v tamkajšnji državni šoli je bil učitelj. Tukaj se je začel posvetiti homeopatiji ter je ustanovil zasebno lekarno in zdravil revne ljudstvo. Takrat sta bila le dva zdravnika v Slovenski krajini (v današnjem Prekmurju in Porabju), zato je ljudstvu posebno dobrodošla njegova pomoč.
Od 1883 se je popolnoma posvetil zdravilstvu in vegetarijanstvu ter se preselil v Szentgyörgyvölgy, kjer je živel petnajst let. Zaradi nevšečnosti bližnjih zdravnikov je prenehal z zdravljenjem in se preselil v Monošter, kjer se je posvetil književnosti.
Napisal je kratek življenjepis Martina Lutra v prekmurščini z naslovom Luther Mártona zsitek ali krátko popiszanye onoga, ka sze je zsnyim godilo. V rokopisu so ostale njegove najrazličnejše priložnostne molitve, ki jih je podaril duhovniku Gezi Cipotu. Sodeloval je pri koledarju Jožefa Pustaja Dober pajdás, ki je v tem času izhajal v Monoštru. Napisal je nekaj pobožnih pesmi v prekmurščini, ki so bile pozneje objavljene v Düševnem listu.
Bil tolmač monoštrskega sodišča in je postal 1912 kantor lokalne evangeličanske cerkvene skupnosti. Imel je precej obsežno knjižnico. V oporoki je monoštrski evangeličanski cerkvi podaril 1000 kron.

## Smrt
Umrl je v 80. letu starosti. Pokopali so ga v Monoštru. Njegov pogreb je opravljal duhovnik Cipot.